# Авенида Атлантика
Авени́да Атла́нтика (порт. Avenida Atlântica) — набережная у пляжа Копакабана в Рио-де-Жанейро.

## География

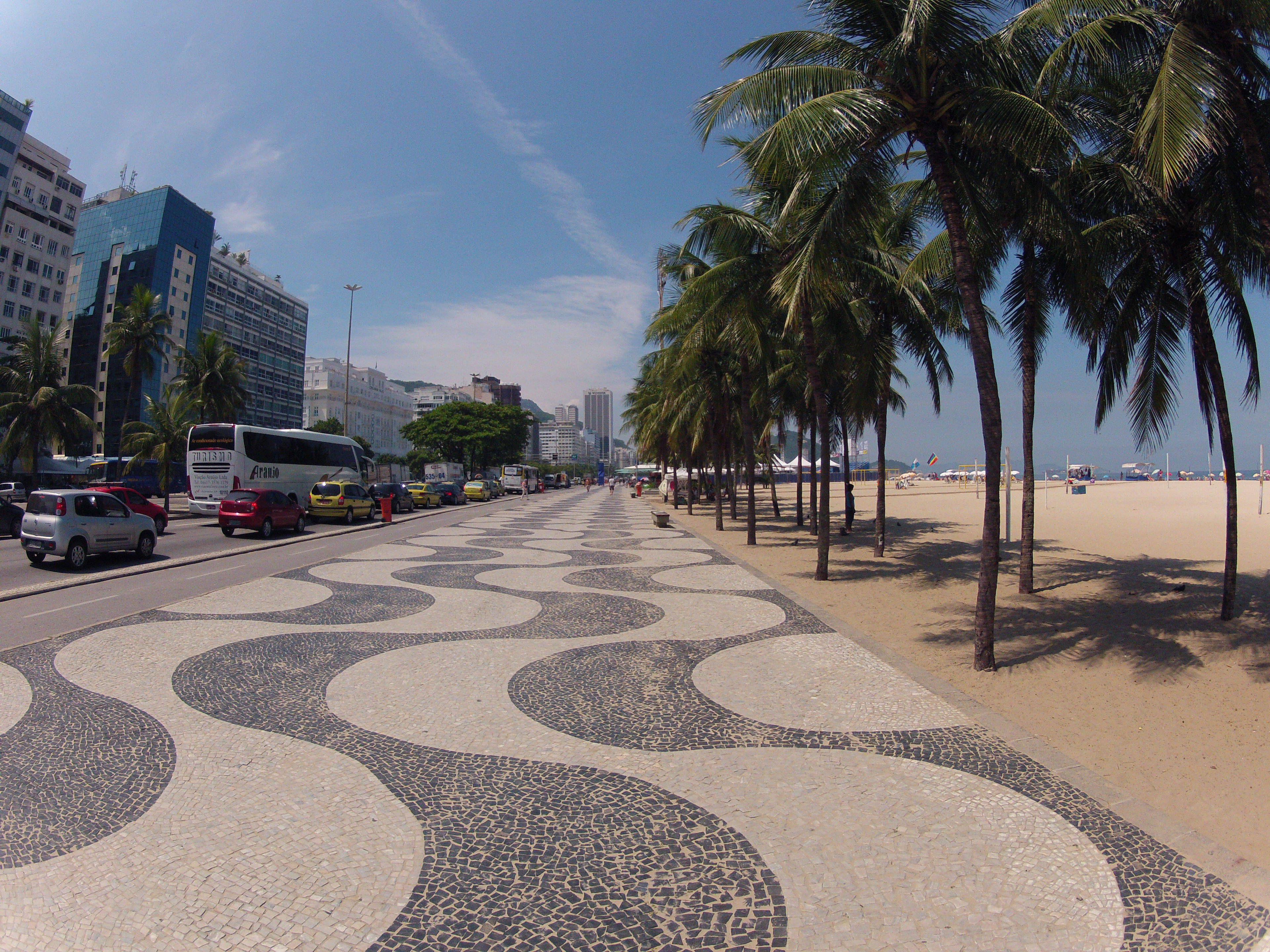
Волнистый португальский тротуар

В длину она составляет 4 километра и тянется на всём протяжении городских районов Копакабана и Леме.
Авенида Атлантика начинается в районе Леме и через 800 метров пересекается с Авенидой принцессы Изабель, имея 2 полосы 2 движения в обоих направлениях, а заканчивается в районе Копакабана, имея 3 полосы движения. На ней также расположены знаменитый променад из португальского тротуара с волнистым узором и велосипедная дорожка между променадом и автомобильными полосами.
На обеих оконечностях Авениды Атлантика расположены военные базы: Форт Копакабана в Копакабане и Форт Дуки-ди-Кашиас в Леме. Оба находятся в собственности и управляются Бразильской армией.
Вдоль Авениды Атлантика расположены жилые здания, рестораны, отели (включая Копакабану Пэлэс) и магазины. Большинство зданий на улице 11-этажные, построенные без пустого пространства между ними, что наблюдается и по всем районам Копакабаны и Леме.